# لوبومير ريت
لوبومير ريت (بالسلوفاكية: Ľubomír Reiter)‏ هو مدرب كرة قدم ولاعب كرة قدم سلوفاكي في مركز الهجوم، ولد في 3 ديسمبر 1974 في ستروبكوف في سلوفاكيا. شارك مع منتخب سلوفاكيا لكرة القدم. أما مع النوادي، فقد لعب مع سلافيا براغ وشيكاغو فاير ونادي بيترزالكا ونادي جيلينا ونادي سيغما أولوموتس.

## وصلات خارجية
- لوبومير ريت على موقع الاتحاد الأوربي (الإنجليزية)
- لوبومير ريت على موقع الدوري الأمريكي (الإنجليزية)
- لوبومير ريت على موقع قاعدة بيانات كرة القدم.إي يو (الإنجليزية)
- لوبومير ريت على موقع ناشيونال فوتبول تيمز (الإنجليزية)